# Barry M. Goldwater Range
Die Barry M. Goldwater Range (BMGR) ist ein Übungsgebiet der US-amerikanischen Streitkräfte im Südwesten des US-Bundesstaates Arizona. Es ist nach dem amerikanischen Senator Barry Morris Goldwater benannt. Deutsche Piloten übten dort während ihrer Ausbildung auf dem F-104G Starfighter Luftangriffsverfahren mit Bomben und Bordkanone.

## Lage
Das militärische Übungsgebiet Barry M. Goldwater Range befindet sich im Herzen der Sonora-Wüste im Raum zwischen Yuma, Phoenix und Tucson in Arizona. Die nördliche Grenze der BMGR reicht bis fast an die Autobahn Interstate 8 heran. Der südwestliche Teil der BMGR erstreckt sich bis direkt an die Grenze zwischen Mexiko und den USA. Im Süden und Südosten grenzt die BMGR an das Wildschutzgebiet Cabeza Prieta National Wildlife Refuge, die Range bildet dessen westliche und nördliche Begrenzung. Im Osten grenzt das Übungsgebiet an das Naturschutzgebiet Sonoran Desert National Monument und die Indianer-Reservation Tohono O’odham Nation Reservation. Die BMGR ist mit einer Ost-West-Ausdehnung von mehr als 200 km die drittgrößte militärische Einrichtung der USA. Sie erstreckt sich über eine Fläche von rund 7050 km², erreicht also fast 45 % der Größe Schleswig-Holsteins.
Die Range ist in zwei Sektoren gegliedert, die durch eine 5 Meilen (8 km) breite Pufferzone getrennt sind: Im Westen der Yuma Sektor, auch BMGR West genannt und im Osten der Gila Bend Sektor, der auch als BMGR East bezeichnet wird. Die BMGR West hat mit ca. 2800 km² einen Anteil an der Gesamtfläche der Range von rund 40 %. Mit einer Fläche von ca. 4250 km² gehören die restlichen 60 % zur BMGR East.

## Nutzung

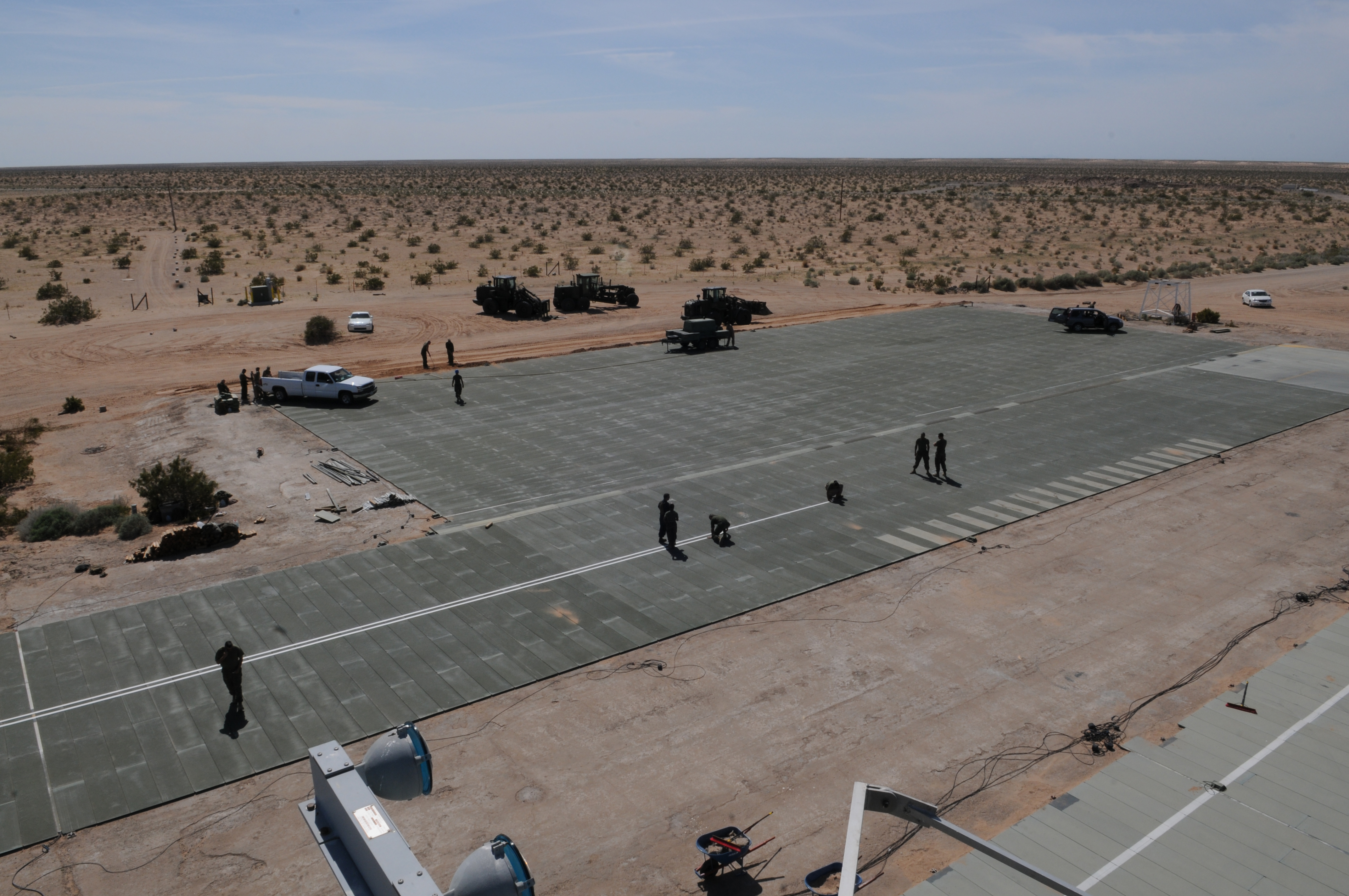
Soldaten des US Marine Corps errichten einen Behelfsrollweg und eine Abstellfläche für Flugzeuge im Rahmen einer Zertifizierung.

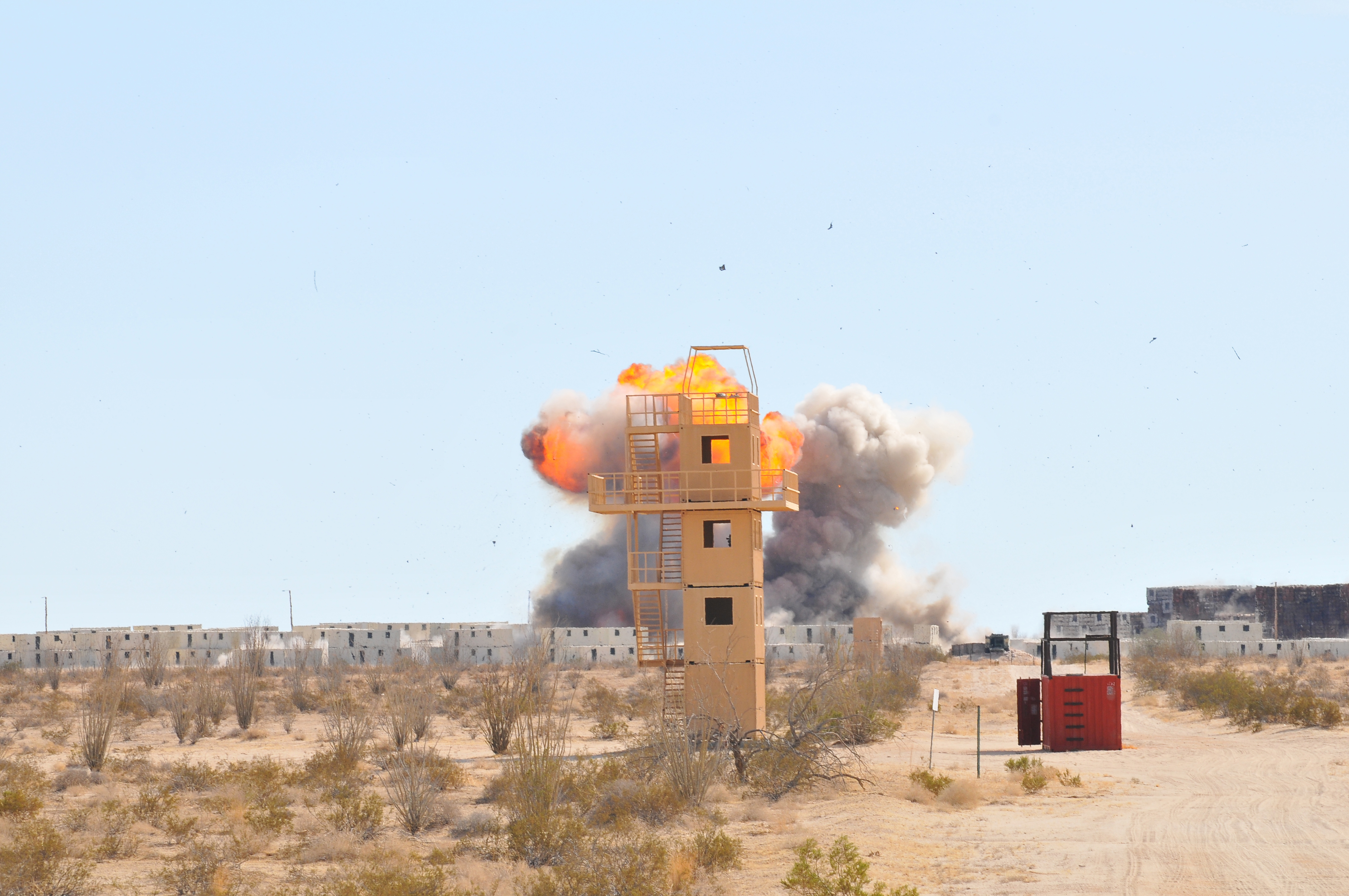
Explosion von zwei Unkonventionellen Spreng- und Brandvorrichtungen bei einer Ausbildung des FBI

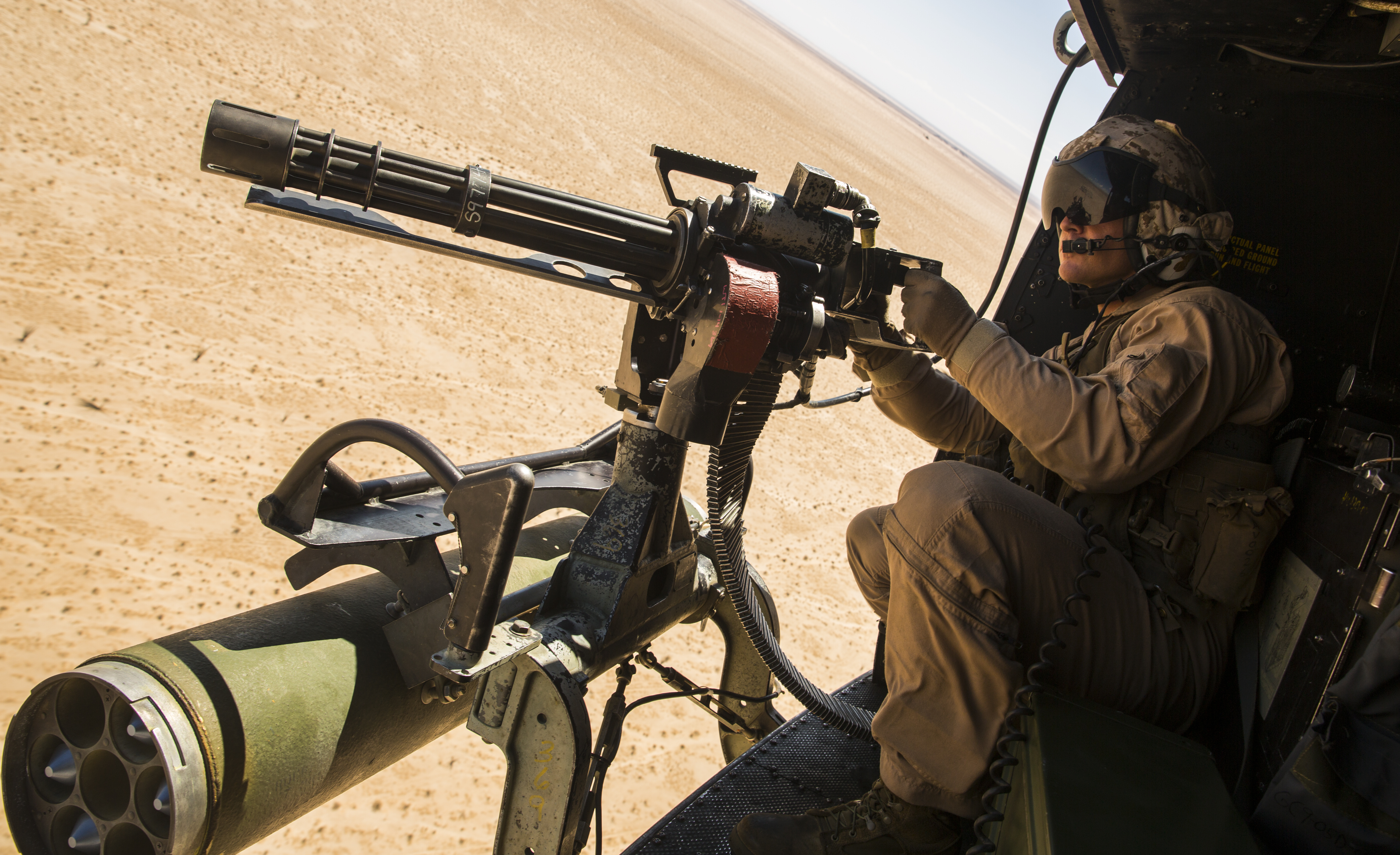
Ausbildung von Doorgunnern

Hauptnutzer der Barry M. Goldwater Range sind US Air Force und US Marine Corps. Darüber hinaus wird sie von der US Navy, der Air Force Reserve, der Air National Guard sowie weiteren Bundesbehörden mitgenutzt. Übungsbetrieb ist rund um die Uhr möglich, teilweise wird die Range auch an den Wochenenden genutzt.
Der westlich gelegene Yuma Sektor (BMGR West), dessen Nutzung von der Marine Corps Air Station Yuma aus koordiniert wird, dient primär der Ausbildung des Marine Corps und der US Navy. In diesem Sektor finden Aktivitäten vorwiegend am Boden statt. Hier befinden sich u. a. ein Zielkomplex mit Simulatoren für elektronische Bedrohungen, Nachbildungen von Gebäuden und Ortschaften zum Üben von Kampfhandlungen im urbanen Raum, ein Bereich für Sprengübungen und die Ausbildung im Kampfmittelräumen, eine Reihe von Schießständen, Bereiche für Fallschirmsprungübungen und das Absetzen von Lasten sowie ein Behelfsflugplatz. Letzterer dient u. a. dem Üben von Flugbetrieb aus kurzen und unbefestigten Pisten. Nach einem Ausbau im Jahre 2014 können auch Flugzeugträgerlandungen trainiert werden. Im Luftraum über der BMGR West üben Jets und Hubschraubern der Marine und des Marine Corps.
Hauptnutzer des östlich gelegenen Gila Bend Sektors (BMGR East) ist die US Air Force, welche die Aktivitäten dort von der Luke Air Force Base (Luke AFB) aus koordiniert. Dieser Sektor dient als Luft-Boden-Schießplatz, der Luftraum darüber für Luftkampfübungen. Der Gila Bend Sector steht täglich rund 20 Staffeln für deren Training zur Verfügung. Pro Jahr summiert sich der Betrieb dort auf 68.000 Flüge. Am Boden stehen in diesem Sektor neun Zielbereiche für Luftangriffe bereit. Mehr als 50 Luftfahrzeuge können dort zugleich üben. Auf vier bemannten, kontrollierten und mit elektronischer Trefferaufnahme ausgestatteten Schießplätzen können Standardangriffsverfahren mit Übungsmunition trainiert werden. Einer davon wurde speziell für den Einsatz von Hubschraubern umgebaut. Darüber hinaus existieren drei Zielkomplexe für taktische Übungen. Diese verfügen über realistisch nachgebildete Zielobjekte, z. B. Flugplätze, Flugabwehrraketen- und Radarstellungen, Konvois und Bahnanlagen. In diesen taktischen Zielgebieten kommen scharfe Raketen und Bomben zum Einsatz. Der Luftraum über der BMGR East ist in zwei für anderen Verkehr gesperrte Übungslufträume für Abfangübungen, Luftkampftraining und Luftzielschießen geteilt.
Auf der BMGR East befindet sich der Ausweichflugplatz Gila Bend Air Force Auxiliary Field mit einer rund 2600 Meter langen Landebahn. Er kann für Landungen in Notfällen zur genutzt werden.

## Geschichte
Der Ursprung der BMGR geht auf den September des Jahres 1941 zurück. Im Zusammenhang mit dem Bau der Luke Air Force Base wurde im Besitz des Staates befindliches Land südlich und westlich des Ortes Gila Bend eingezogen und den US-Streitkräften zur Nutzung als Luft-Boden-Schießplatz und Bombenabwurfgebiet zur Verfügung gestellt. Das zunächst rund 4500 km² große Übungsgebiet wurde in zwei Zonen geteilt. Der westliche Teil wurde als Yuma Aerial and Gunnery and Bombing Range bezeichnet, der östliche Tell als Gila Bend Gunnery Range. Letztere war später auch als Ajo-Gila Bend Ranges bekannt. Nach sukzessiven Erweiterungen umfasste das Übungsgebiet im Jahre 1943 rund 8500 km².
Zwischen 1941 und 1942 wurden sechs Behelfsflugplätze errichtet. Die jeweils drei Start- und Landebahnen waren jeweils ungefähr 45 m breit und rund 1100 m lang. Wie damals üblich, waren sie zu einem Dreieck verbunden. Damit war der Flugbetrieb unabhängig von der Windrichtung möglich. Auf diesen Plätzen wurden die Flugzeuge neu betankt und aufmunitioniert und auch die Besatzungen konnten getauscht werden. Dadurch ließ sich die Zeit auf dem Schießplatz effektiver nutzen.
Im Zuge der Verringerung der Streitkräfte wurde der Übungsplatz nach dem Zweiten Weltkrieg auf in etwa seine heutigen Ausmaße verkleinert. Als Luke AFB im Jahre 1946 geschlossen wurde, benannte man die Range in Williams Bombing and Gunnery Range um. Mit Reaktivierung von Luke AFB im Jahre 1963 änderte sich der Name der gesamten Range erneut. Sie wurde nun als Luke Air Force Range bezeichnet, obwohl der westliche Teil weiterhin durch die Navy und das Marine Corps genutzt wurde.
In den Folgejahren wurde die Range immer wieder ausgebaut und modernisiert. Mitte der 1970er Jahre bildete man in den taktischen Ziele die Verhältnisse in möglichen Einsatzgebieten wie Europa, dem Nahen Osten und Asien nach.
1986 erhielt die Range ihren heutigen Namen zu Ehren des 1998 verstorbenen republikanischen Senators Barry M. Goldwater, dem Gründer der Arizona Air National Guard.
Der Einzug (englisch withdrawl) des Gebietes und die Übertragung der fast exklusiven Nutzungsrechte an das Verteidigungsministerium (Secretary of the Navy und Secretary of the Air Force) ist befristet. Zuletzt bestätigt wurde dies durch den Military Lands Withdrawal Act von 1999 (PL 106-65 §3031). Zugleich verlängerte dieses Gesetz die Nutzungsdauer um 25 weitere Jahre. Mit diesem Gesetz wurde auch das Wildschutzgebiet Cabeza Prieta National Wildlife Refuge, welches bis dahin Teil der Range war, aus dem Übungsgebiet ausgegliedert. Bis auf den Betrieb einiger Funkmasten fanden darin ohnehin keine militärischen Aktivitäten statt. Allerdings dient das Gebiet weiterhin als Pufferzone zur BMGR und wird für Anflüge auf Ziele überflogen. Zudem ist der Luftraum über dem Wildschutzgebiet weiterhin gesperrt und dient als militärischer Übungsluftraum. Die aktuelle Laufzeit des gesetzlichen Rahmens zum Betrieb der BMGR endet 2024, das Verfahren zur Verlängerung der militärischen Nutzung ist inzwischen eingeleitet.

## Bezeichnungen
- 1941–1946: Yuma Aerial and Gunnery Bombing Range (westlicher Sektor), Gila Bend Gunnery Range (östlicher Sektor)
- 1946–1963: Williams Bombing and Gunnery Range
- 1963–1986: Luke Air Force Range
- seit 1986: Barry M. Goldwater Range

## Ausbildung deutscher Piloten

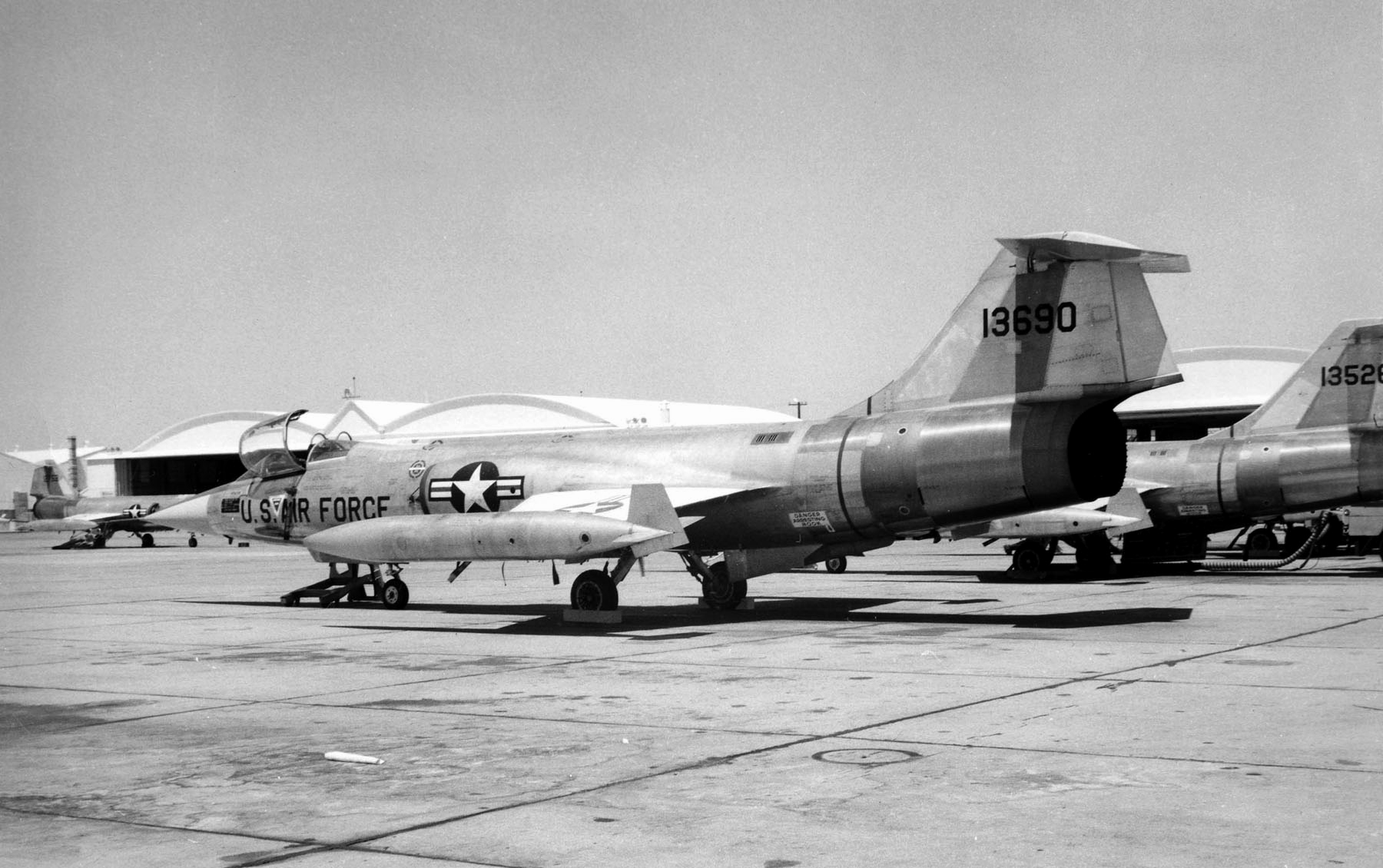

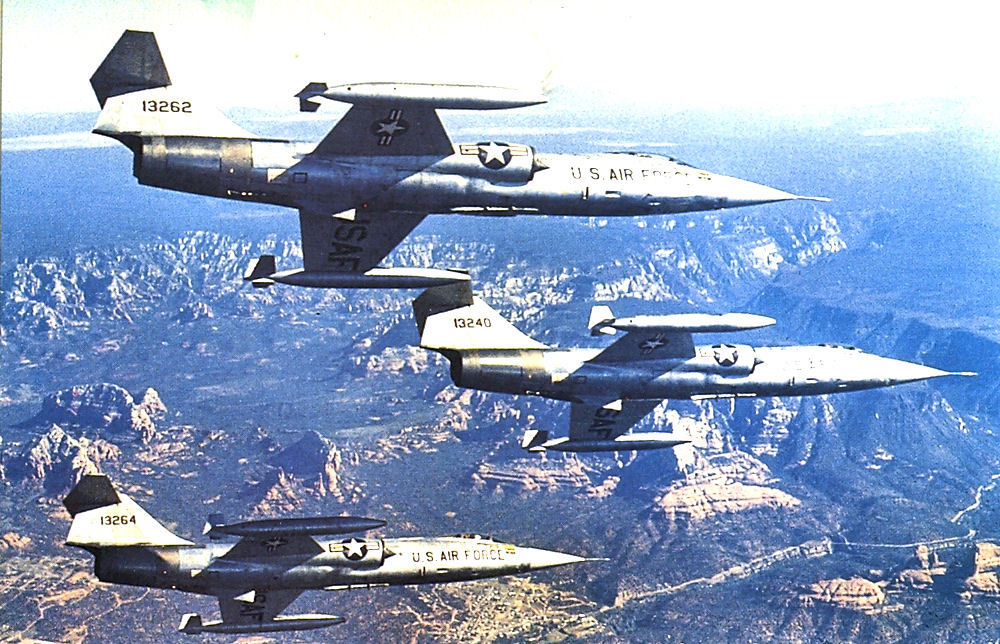

Mit der Beschaffung des F-104G Starfighters für Luftwaffe und Marine der Bundeswehr war auch die Musterausbildung von Piloten auf dem neuen Waffensystem zu regeln. Im April 1963 wurde ein entsprechender Vertrag zwischen der Bundesrepublik Deutschland und den USA geschlossen. Er sah eine Ausbildung deutscher Piloten durch die US Air Force am Standort Luke AFB in Arizona vor. Die technische Betreuung der für die Schulung benötigten Flugzeuge übernahmen zivile Firmen. Mit der eigentlichen fliegerische Ausbildung ab 1964 wurde die 4510th Combat Crew Training Wing (4510 CCTW) beauftragt. Nach deren Außerdienststellung im Dezember 1969 führte die 58th Tactical Fighter Training Wing (58 TFTW) diese Ausbildung weiter. Truppendienstlich und disziplinar unterstanden die deutschen Lehrgangsteilnehmer der am Standort Luke AFB von der Luftwaffe neu aufgestellten 2. Deutschen Luftwaffenausbildungsstaffel USA (2. DtLwAusbStff USA). Diese Staffel war auch für die administrative Betreuung der deutschen Soldaten und ihrer Familien zuständig. Die 2. Staffel selbst unterstand dem Deutschen Luftwaffenausbildungskommando USA in Fort Bliss in Texas, welches damals noch ohne den später hinzugefügten Namenszusatz "Kanada" existierte. Zur materiellen Unterstützung der Schulung in den USA kaufte die Bundesrepublik Deutschland zusätzliche einsitzige und doppelsitzige Starfighter und stellte diese der US Air Force in Luke AFB zur Verfügung. Wenngleich in deutschem Eigentum, wurden diese Flugzeuge aus statusrechtlichen Gründen mit Markierungen und Kennzeichen der US Air Force betrieben.
In den Jahren 1964–1966 wurde in Luke AFB ein kurzes Umschulungsprogramm für deutsche F-84- und F-86-Piloten zur Entlastung der laufenden Umschulung an der Waffenschule der Luftwaffe 10 in Jever durchgeführt, da dort die Kapazitäten nicht ausreichten. Der Schwerpunkt der deutschen Starfighter Ausbildung in Arizona lag jedoch auf der Waffensystemausbildung junger Piloten, die direkt nach Beendigung ihrer Jet-Pilotenausbildung auf T-37 und T-38 von Sheppard AFB in Texas nach Luke AFB versetzt wurden. Deren Trainingsprogramm auf dem Starfighter sah 104 Schulungsflüge mit insgesamt 125 Flugstunden vor. Später wurde das Programm auf 106 Flugstunden verkürzt, um die Lehrgangskapazität zu erhöhen. Die ausgesetzten Ausbildungsinhalte wurden in der nachfolgenden Europäisierung an der WaSLw 10 nachgeholt. Bereits nach sechs Ausbildungsflügen mit Fluglehrer erfolgte der erste Alleinflug auf der F-104. Neben dem Erwerb der Musterberechtigung bestand das Ausbildungsprogramm aus Formationsflug, Instrumentenflug und Navigation mit dem Bordradar sowie aus einer intensiven taktischen Schulung im Luftkampf, der Abfangjagd und in Luftangriffsverfahren mit Bomben und Bordkanone. Diese taktische Ausbildung erfolgte überwiegend auf und über der direkt vor der Haustür liegenden Gila Bend Gunnery Range. Für das Üben von Abfangeinsätzen mit dem Bordradar, das Luftzielschießen mit der Bordkanone auf Schleppziele und Übungsluftkämpfe (Basic Fighter Maneuvers (BFM) und Air Combat Maneuvers (ACM)) standen die gesperrten Übungslufträumen oberhalb der Range zur Verfügung. Die Bodenziele auf der Gila Bend Range wurden zum Erlernen aller Arten von Angriffsverfahren sowohl mit der Bordkanone als auch mit diverser Abwurfmunition genutzt. Die Ausbildung für den Luftangriff erfolgte mit dem Erlernen von Standardverfahren sowohl für das Schießen mit der Bordkanone als auch für den Einzelabwurf von Übungsbomben, die an Stelle von Sprengstoff nur eine Rauchladung zur Markierung des Aufschlagpunktes beinhalteten. Hierzu wurden die bemannten Schießplätze auf der Gila Bend Gunnery Range genutzt. Jeder Anflug konnte dort sofort ausgewertet werden. Der Pilot erhielt über Funk eine Rückmeldung zur Lage der Treffer und konnte so bei der nächsten Runde korrigieren. Zum Abschluss der Ausbildung wurden komplexe Luftangriffsszenare auf den taktischen Ranges geflogen.
Im Zeitraum vom Beginn im Jahre 1964 bis zur Beendigung der deutschen Ausbildung im Jahre 1983 ereigneten sich bei Waffeneinsätzen auf der Gila Bend Range sowie Übungen im Luftraum darüber eine Reihe von Flugunfällen, bei denen insgesamt 23 Starfighter zerstört wurde. Dabei verloren 10 deutsche und 2 amerikanische Piloten ihr Leben. Technische Probleme waren mit 15 Fällen der hauptsächliche Auslöser der Unfälle. Bei zwei Unfällen berührten die Flugzeuge bei Waffeneinsätzen den Boden (Controlled flight into terrain, CFIT) und bei zwei Unfällen verloren die Piloten die Kontrolle über ihr Flugzeug, bei einem Unfall kollidierten zwei Starfighter in der Luft und stürzten danach ab und bei zwei Unfällen ließ sich letztlich die Unfallursache nicht eindeutig klären, der Starfighter verfügte im Gegensatz zu heutigen Kampfflugzeugen noch nicht über einen Flugdatenschreiber.
Mit Ende der deutschen Starfighterausbildung in Luke AFB am 16. März 1983 wurden sowohl der amerikanische Schulungsverband, die 58th TFTS, als auch die 2. DtLwAusbStff USA aufgelöst. Insgesamt absolvierten 974 junge deutsche Piloten der Luftwaffe und der Marine in Luke und auf der Gila Bend Range ihre Ausbildung auf dem Starfighter.

## Umwelt & Herausforderungen
Die BMGR liegt in einer der heißesten und trockensten Regionen Nordamerikas. Im Sommer können die Tageshöchsttemperaturen fast 50 °C erreichen. Die Niederschlagsmenge beträgt im Mittel weniger als 125 mm im Jahr, natürliche Wasserstellen sind selten. Auf Grund der mit jahrzehntelanger militärischer Nutzung einhergehenden Zugangsbeschränkungen ist das Gros des Gebietes als überwiegend unberührter natürlicher Lebensraum erhalten geblieben. Die BMGR ist Heimat von 290 für die Sonara Wüste typischen an die harschen Lebensbedingungen angepasster Pflanzenarten und von mehr als 300 verschiedenen Tierarten. Untersuchungen ergaben keine Veränderungen der Biodiversität im Vergleich zu den 1940er Jahren, als die BMGR eingerichtet wurde.

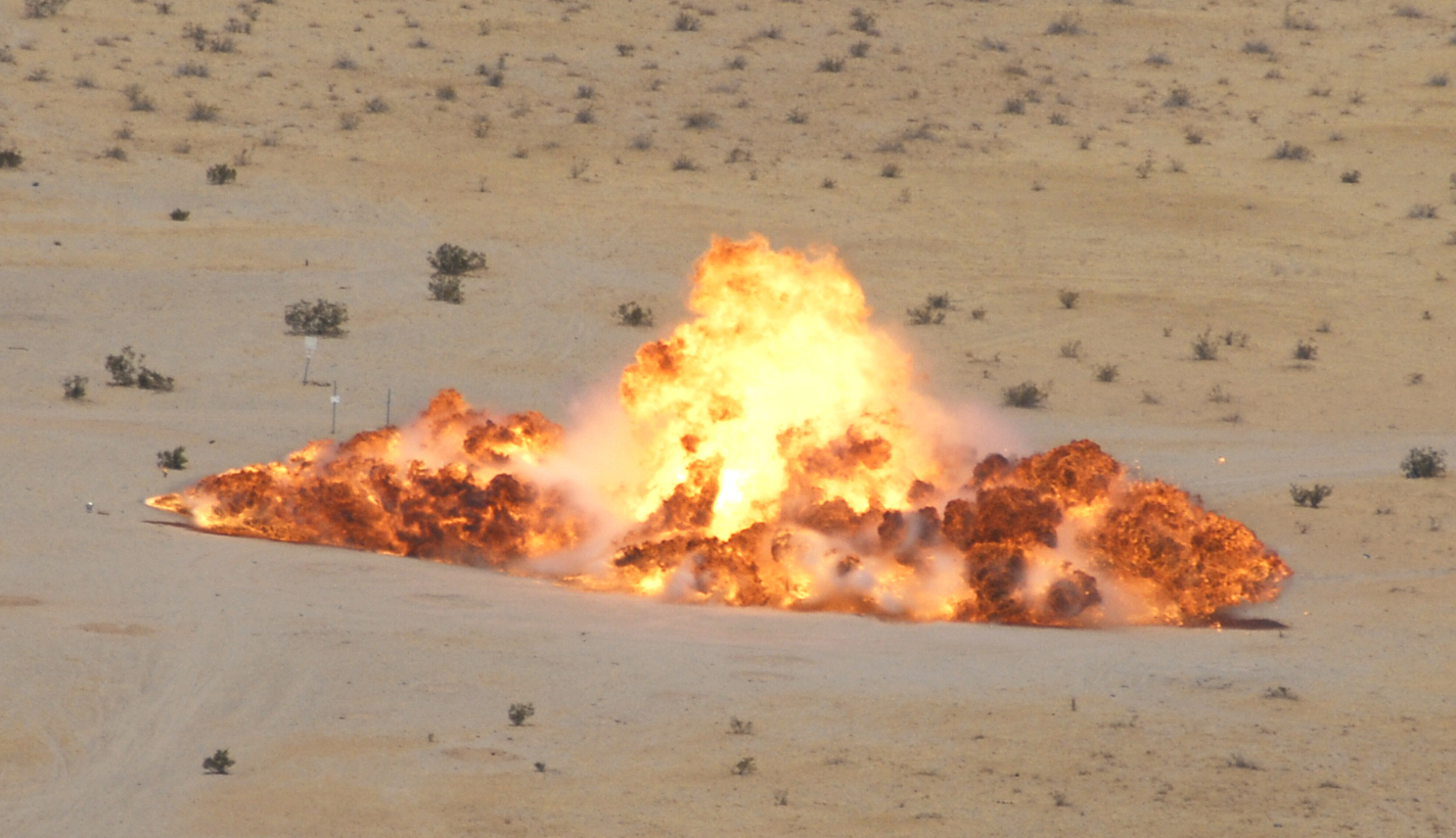
Kampfmittelbeseitigung

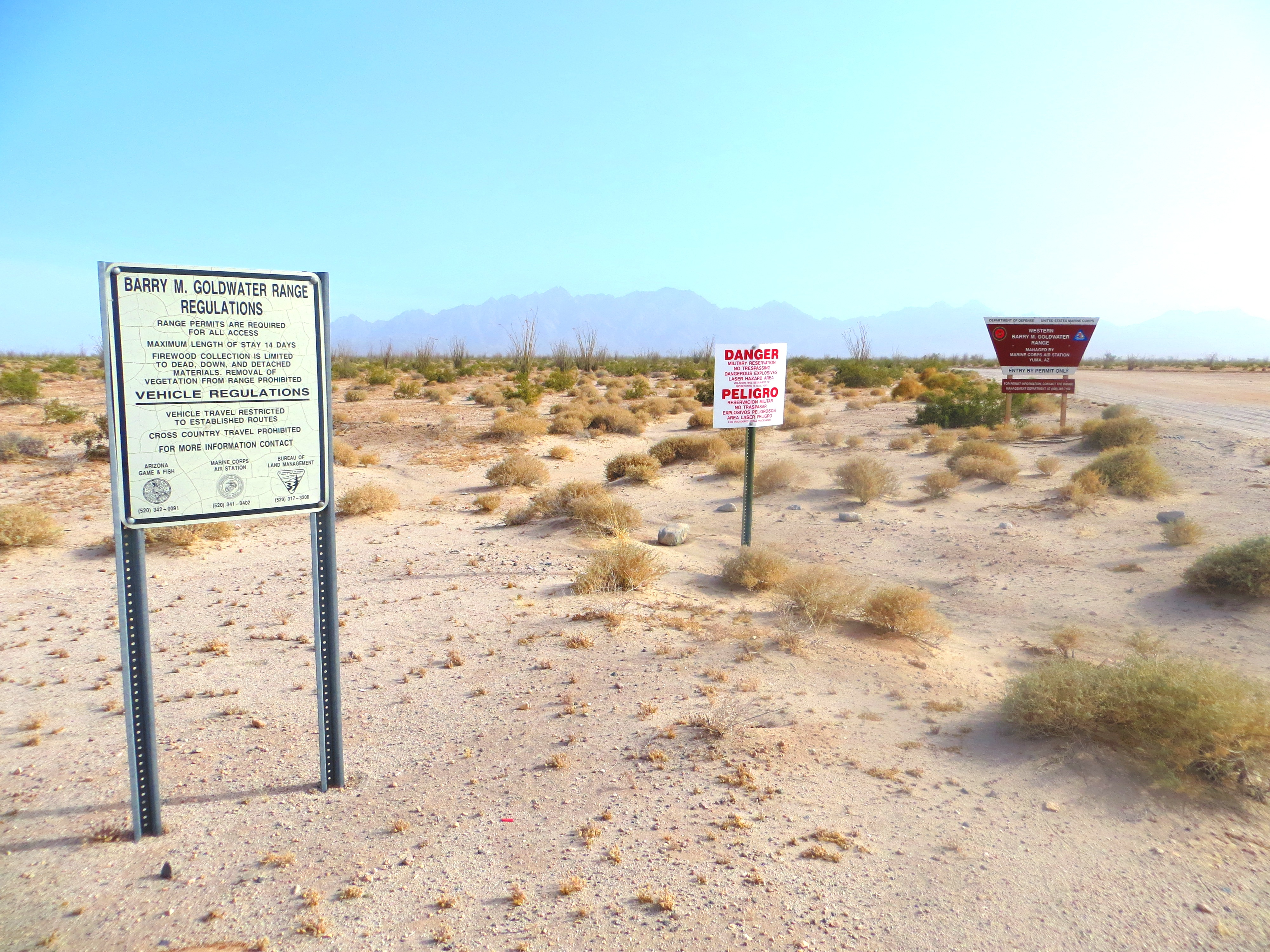
Hinweis- und Warnschilder an der Grenze der Barry M. Goldwater Range

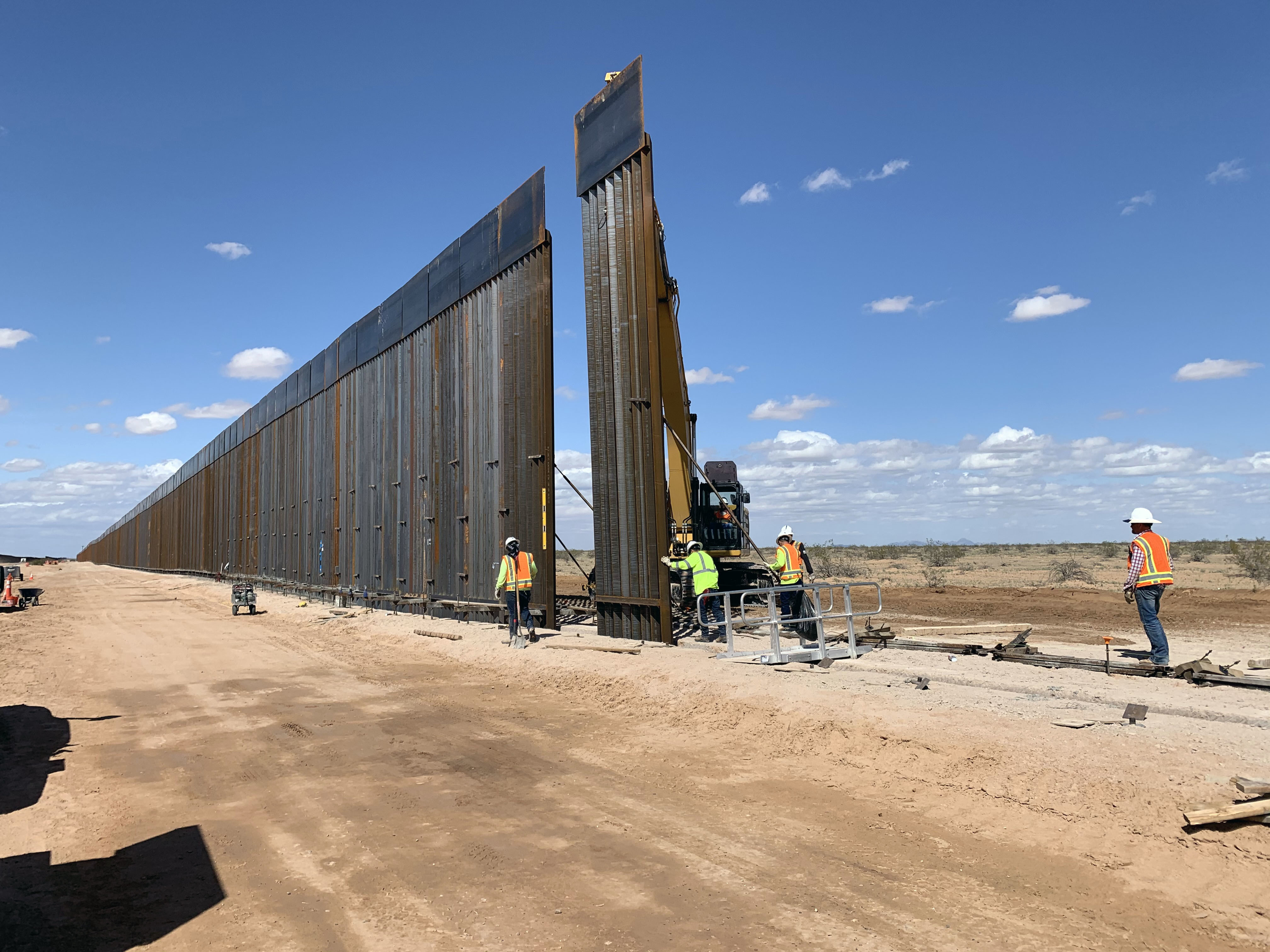
Crews install 30-foot (9.1 m) barrier along the Barry M. Goldwater Range's U.S.-Mexico border

Durch die ausgeprägte Trockenheit der BMGR haben selbst kleine Veränderungen des Bodens und Störungen der Ökologie langanhaltende Auswirkungen. Daher unterliegt die Nutzung des Gebietes einer ganzen Reihe von Auflagen der Umweltbehörden, deren Einhaltung rigide überwacht werden. Festgestellte Verstöße werden empfindlich geahndet. Verboten ist u. a. das Hinterlassen von Gegenständen und Abfällen. Fahren abseits von Wegen ist untersagt, um Erosion zu verhindern. Unter länger parkenden Fahrzeugen sind Planen auszulegen, die eine Verschmutzung durch auslaufende Flüssigkeiten verhindern sollen. Einmal jährlich ruht die militärische Übungsbetrieb. In diesem Zeitraum werden Blindgänger gesucht und beseitigt, zerstörte Zielattrappen und sonstige Reste gesammelt und entsorgt. Alte nicht mehr genutzte Zielbereiche werden gereinigt. Die Schadstoffbelastung wird durch Kontrollen überwacht. Regelmäßige öffentlich einsehbare Berichte informieren zum Sachstand.
Ein zunehmendes Problem sind invasive Arten. Durch Aufklärung wird versucht, ein Problembewusstsein zu schaffen, um damit das unbeabsichtigte Einschleppen insbesondere von Pflanzen zu minimieren. Aus benachbarten Siedlungsräumen einwandernde Tiere, wie z. B. verwilderte Rinder oder Esel werden eingefangen und veräußert. Die Ausbreitung von 11 Pflanzenarten wird besonders beobachtet. Diese werden gezielt bekämpft.
Auf dem Gebiet der BMGR finden sich Spuren erster menschlicher Besiedlung aus der Zeit um 10.000 vor Chr. Air Force und Marine Corps betreiben Programme zum Schutz und Erhalt archäologischer Funde und Stätten.
In eingeschränktem Umfang und nur mit Genehmigung und unter strengen Auflagen ist das Betreten und Befahren von Teilen der BMGR gestattet. Erlaubt sind Camping, Wandern und Jagd. Andere Aktivitäten erfordern zusätzliche Sondergenehmigungen. Auf Grund der unterschiedlichen militärischen Nutzung unterscheidet sich die Größe des zugänglichen Bereichs im Yuma Sektor signifikant vom Gila Bend Sektor. Auf einem Luft-Boden-Schießplatz ist die Gefahr durch Blindgänger und starke Laserzielbeleuchter besonders hoch. Daher sind nur 13 % der BMGR East für die Öffentlichkeit geöffnet. Bei einem Truppenübungsplatz für Bodentruppen sind Gefahrenbereiche örtlich und zeitlich besser einzugrenzen. Daher sind 76 % der BMGR West unter Beachtung von Regeln und Auflagen zugänglich.
Illegale Aktivitäten sind ein zunehmendes Problem und auch eine Gefahr für die übende Truppe, den Naturschutz und Naturliebhaber. Metalldiebe dringen auf der Suche nach verwertbaren Resten des Übungsbetriebes immer wieder in gesperrte Bereiche ein. Oft reagieren sie gewaltsam auf ihre Entdeckung und widersetzen sie sich einer Verfolgung und Festnahme. Auf Grund der Lage der BMGR nahe, teilweise direkt an der Staatsgrenze zwischen den USA und Mexiko ist das Übungsgebiet zunehmend von illegaler Migration und Drogenschmuggel aus Mexiko und den Staaten Mittel- und Südamerikas betroffen. Ungeachtet der Warnschilder an den Grenzen der BMGR, die auf das Verbot unbefugten Betretens hinweisen und in englischer und spanischer Sprache vor den Gefahren warnen, versuchen immer wieder Menschen die BMGR nordwärts zu durchqueren. Manche dieser Gruppen werden von Sicherheitskräften aufgegriffen. Immer wieder werden auch Leichen von Personen gefunden, die Opfer von Unfällen, Gewalttaten oder der Hitze wurden. Aktivisten haben Zahlen der in einer Region aufgefundenen Leichen extrapoliert und behaupten, die BMGR sei ein Massengrab mit hunderten von Toten. Offizielle Stellen beziffern die Zahl der toten Migranten in der BMGR auf im Durchschnitt 6–7 im Jahr. Hilfsorganisationen haben damit begonnen, Wasser, Lebensmittel und andere Hilfsgüter in der BMGR zu deponieren. Sie tragen damit jedoch zur Vermüllung der Wüste bei und wurden dafür juristisch belangt.
Im Jahre 2020 begannen Arbeitstrupps des US Army Corps of Engineers in der Nähe von Yuma mit dem Bau von Grenzbefestigungen entlang der Grenze zu Mexiko. Grundlage war die Presidential National Emergency Declaration von 2019, mit der die US-Streitkräfte verpflichtet wurden, bei der Sicherung der südlichen Grenze der USA mitzuwirken.